# Stupeň B1052 Falconu 9
Stupeň B1052 Falconu 9 je první stupeň rakety Falcon 9 vyráběné společností SpaceX, jedná se o sedmý exemplář verze Block 5. Poprvé tento první stupeň letěl v dubnu 2019, kdy byl použit jako jeden z bočních stupňů rakety Falcon Heavy při vynášení telekomunikačního satelitu ArabSat 6A. Po odpojení od zbytku rakety se boční stupně B1052 a B1053 vrátily zpět na pevninu a úspěšně souběžně přistály na přistávací ploše LZ-1 a LZ-2.
Další let B1052 absolvoval jako boční stupeň rakety Falcon Heavy při misi STP-2, při které bylo pro Letectvo Spojených států amerických vyneseno 24 satelitů na několik oběžných drah. Mise odstartovala 25. června 2019 a stupeň znovu úspěšně přistál.
Po misi STP-2 byl stupeň překonfigurován z bočního stupně Falconu Heavy na první stupeň Falconu 9. Poté absolvoval mise CSG-2 (31. ledna 2022 UTC), a Starlink v1.5-L4-10 (9. března 2022).

## Historie letů
| Číslo použití | Datum startu (UTC) | Let číslo | Náklad              | Start | Místo startu | Přistání | Místo přistání | Poznámky |
| ------------- | ------------------ | --------- | ------------------- | ----- | ------------ | -------- | -------------- | -------- |
| 1             | 11. dubna 2019     | FH 2      | ArabSat 6A          |       | KSC LC-39A   |          | LZ-1           |          |
| 2             | 25. června 2019    | FH 3      | STP-2               |       | KSC LC-39A   |          | LZ-1 nebo LZ-2 |          |
| 3             | 31. ledna 2022 UTC | 138       | CSG-2               |       | CCAFS SLC-40 |          | LZ-1           |          |
| 4             | 9. března 2022 UTC | 144       | Starlink v1.5-L4-10 |       | CCAFS SLC-40 |          | ASOG           |          |